# Movimento 23 de Março

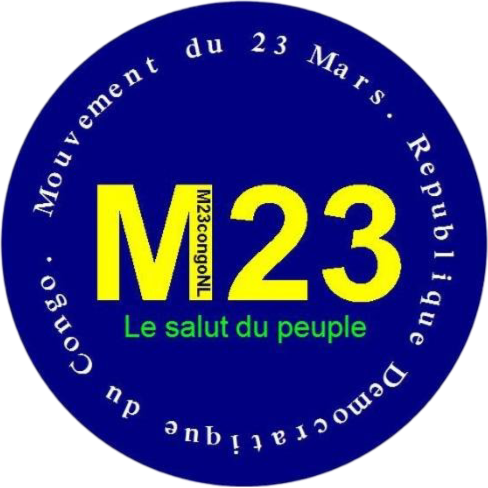
Logo do M23

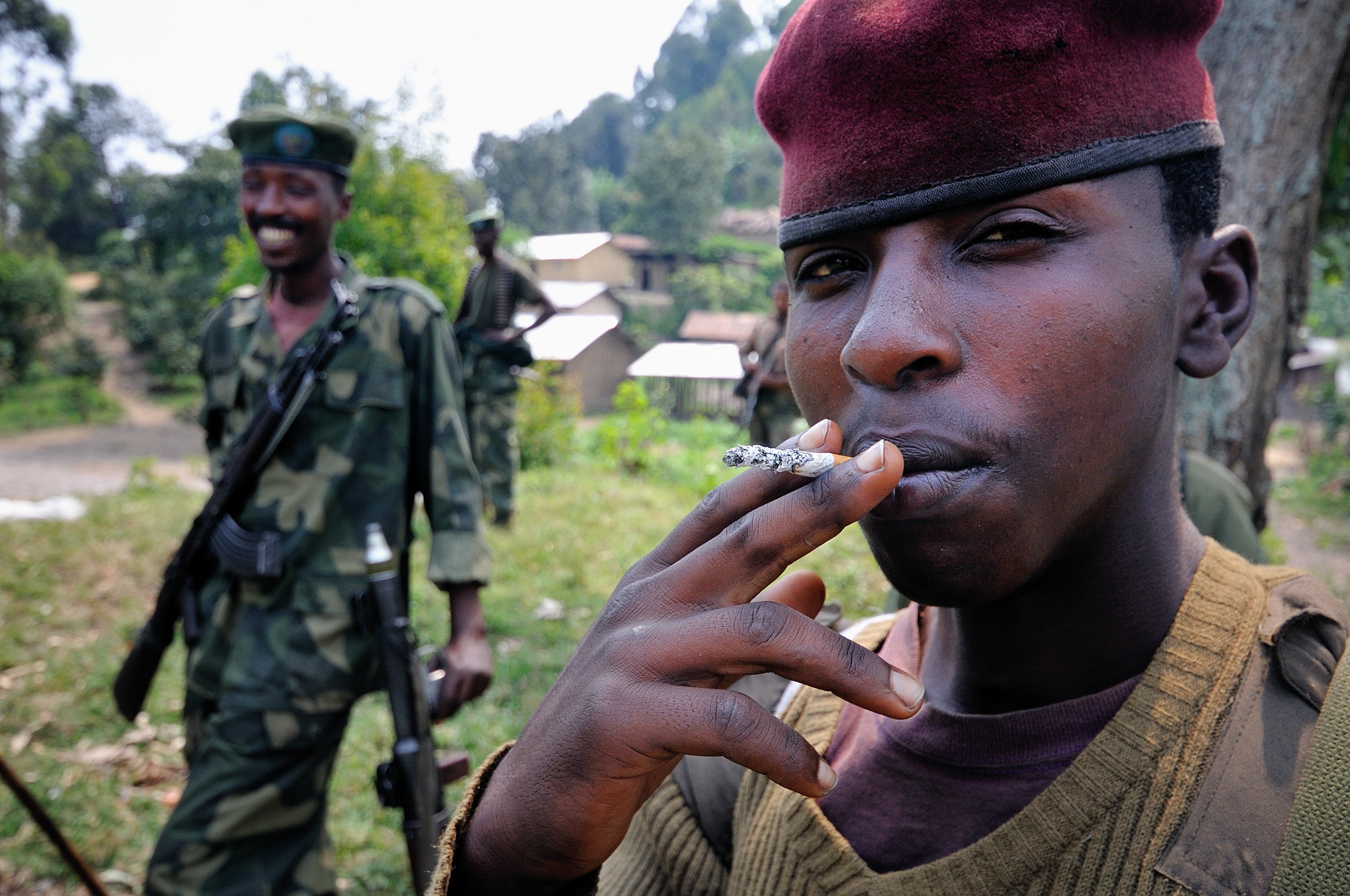
Soldados do M23

Movimento 23 de Março (em francês: Mouvement du 23 mars), frequentemente abreviado como M23 e também conhecido como Exército Revolucionário Congolês (Armée révolutionnaire du Congo), é um grupo militar rebelde liderado por tutsis congoleses e apoiado pelo governo de Ruanda. Com sede nas regiões orientais da República Democrática do Congo (RDC), opera principalmente na província de Quivu do Norte, que faz fronteira com Uganda e Ruanda. A rebelião do M23 de 2012 a 2013 contra o governo da RDC levou ao deslocamento de um grande número de pessoas. Em 20 de novembro de 2012, o M23 assumiu o controle da cidade de Goma, uma capital provincial com uma população de um milhão de pessoas, mas foi solicitado a evacuá-la pela Conferência Internacional sobre a Região dos Grandes Lagos quando o governo da RDC finalmente concordou em negociar. No final de 2012, as tropas congolesas, juntamente com as tropas da ONU, retomaram o controle de Goma quando o M23 anunciou um cessar-fogo e afirmou que queria retomar as negociações de paz.
Um relatório das Nações Unidas concluiu que Ruanda criou e comandou o grupo rebelde M23, mas que o país cessou o seu apoio ao grupo devido à pressão internacional e à derrota militar da RDC e da ONU em 2013.
Em 2017, elementos do M23 retomaram a sua insurgência na RDC, mas as operações desta facção dissidente tiveram pouco impacto local Em 2022, uma parcela maior do M23 iniciou uma ofensiva, que acabou resultando na captura da cidade fronteiriça congolesa de Bunagana. Em novembro de 2022, os rebeldes do M23 aproximaram-se da cidade de Goma e forçaram cerca de 180 mil pessoas a abandonar as suas casas depois de o Exército congolês ter retirado da região perto da aldeia de Kibumba. Em junho de 2023, a Human Rights Watch relatou abusos de direitos humanos cometidos por rebeldes do M23 na RDC, incluindo assassinatos ilegais, estupros e outros crimes de guerra. As alegações implicam apoio de Ruanda a essas ações, piorando a situação humanitária na região. O Conselho de Segurança das Nações Unidas incentivou sanções contra os líderes do M23 e implicou responsáveis ruandeses. Em janeiro de 2025, o grupo ocupava várias cidades importantes no leste de Quivu do Norte, incluindo Bunagana, Kiwanja, Kitchanga, Rubaya, Rutshuru, e a cidade de Goma.